# Azuragrion granti
Azuragrion granti – gatunek ważki z rodziny łątkowatych (Coenagrionidae).